# Гіацинтик Палласів
Гіацинтик Палласів (Hyacinthella pallasiana) — рослина роду гіацинтик родини гіацинтові.

## Біологія виду
Геофіт. Багаторічна рослина 10-25 см заввишки. Цибулина куляста, з сіро-коричневими оболонками. Листків 2-3, лінійних, з ковпачкоподібною верхівкою, до основи звужених. Квіти фіолетово-блакитні, зібрані у короткоциліндричну китицю. Оцвітина 8-12 мм завдовжки, трубчасто-лійкувата, посередині звужена. Тичинки прикріплюються до трубочки нижче її середини, пиляки не висуваються з трубочки оцвітини. Цвіте у квітні-травні, плодоносить у травні-липні. Розмножується насінням та цибулинками.

## Поширення
Північне Причорномор'я, східна частина Північного Приазов'я, Донецький кряж та Придніпровська рівнина, у південно-східній частині.

### Поширення в Україні
За регіонами: Донецька, Луганська, (?)Одеська, Миколаївська, Херсонська, Запорізька області. Популяції за площею, чисельністю та щільністю дуже різні — від кількох до 100 особин на 1 м2. У віковому спектрі переважає ліва частина, тобто молоді рослини.

### Умови місцезростання
Кам'янисті степи, глинисті та вапнякові схили, відшарування пісковику, вугільних та глинистих сланців, крейди. Мезоксерофіт.

## Загрози, охорона
Загрозами є порушення природних екотопів внаслідок господарського освоєння територій, випасання худоби, збирання рослин на букети.. Занесена до Червоної книги України, природоохоронний статус — вразливий. Занесено до Червоного списку МСОП. Охороняється в Українському степовому (відділення «Хомутовський степ», «Кам'яні Могили») і Луганському (відділення «Провальський степ») ПЗ, РЛП «Меотида», «Зуївський», «Донецький кряж» та в ряді заказників і пам'яток природи. Вирощують у Донецькому ботанічному саду НАН України.